# Darling Ridge
Darling Ridge ist ein verschneiter und 2350 m hoher Gebirgskamm mit abgeflachter Gipfelkrone und markanten Felsvorsprüngen im westantarktischen Marie-Byrd-Land. In der Ohio Range der Horlick Mountains erstreckt er sich über eine Länge von 4 km an der nordwestlichen Ecke des Buckeye Table.
Eine Mannschaft zur Erkundung der Horlick Mountains im Rahmen des United States Antarctic Research Program nahm im Dezember 1958 Vermessungen vor. Das Advisory Committee on Antarctic Names benannte den Gebirgskamm 1962 nach Frederic L. Darling, glaziologischer Assistent dieser Mannschaft.